# Blue Ridge Mountains

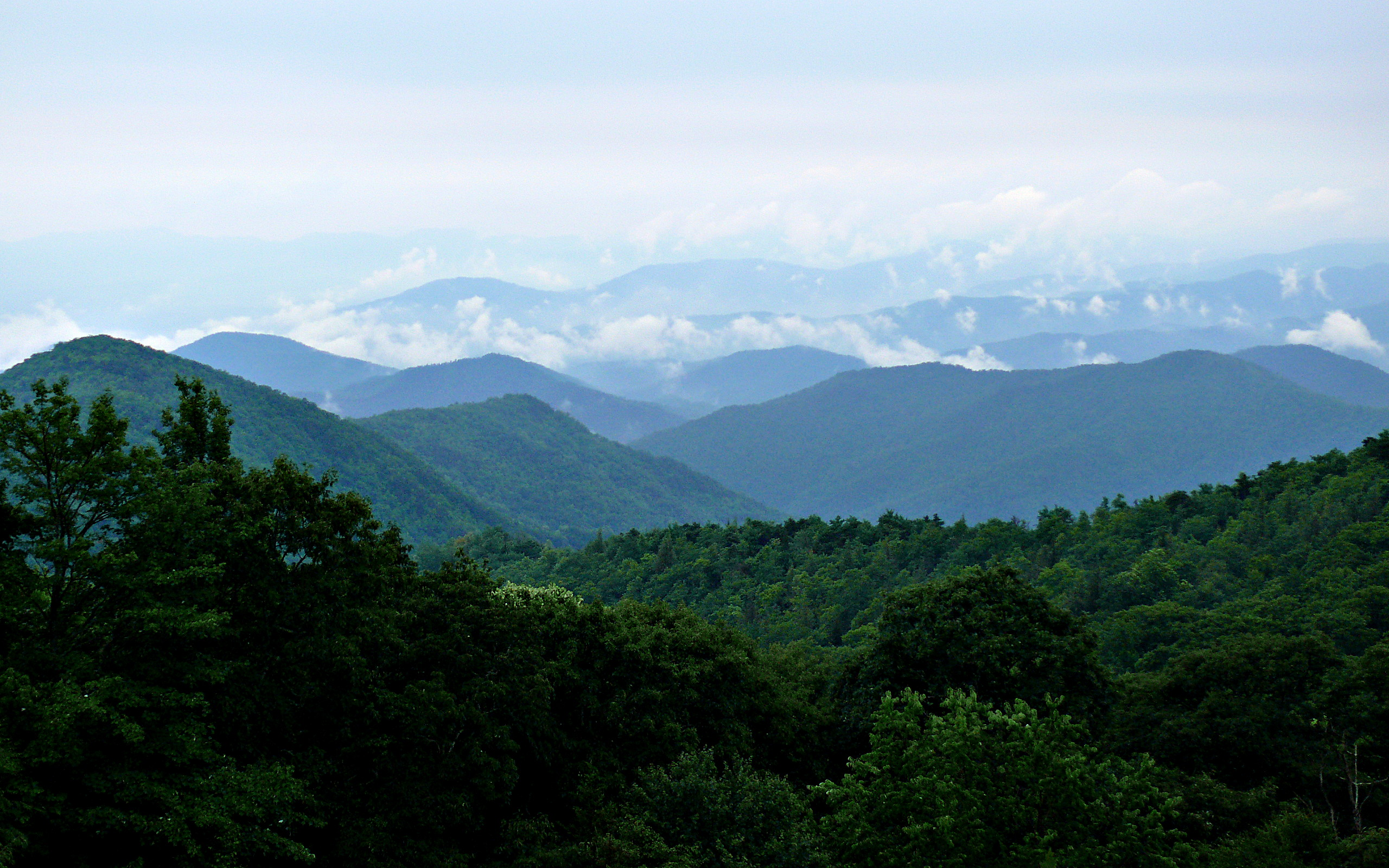
Blue Ridge Mountains

Blue Ridge Mountains är den östligaste bergskedjan i Appalacherna.  
Blue Ridge Mountains sträcker sig genom staterna Georgia, South Carolina, North Carolina, Virginia, West Virginia, Maryland, Pennsylvania, New Jersey och New York. I de två sista staterna går bergskedjan under namnen Kittatinnies respektive Shawagunk. 